# Славянская топонимия Австрии
Славянская топонимия Австрии — массив топонимов славянского происхождения на территории современной Австрии.

## Великое переселение народов и Восточная марка
С 508 г. к северу от Дуная расселились лангобарды, которые в середине VI века подчинили себе Италию и юг австрийских земель. На освободившиеся территории двинулись бавары с запада и славяне с востока. Реция вошла в состав Баварского герцогства, а на территории от Венского Леса до Юлийских Альп расселились славяне, подчинённые Аварскому каганату с центром в Паннонии. Граница между баварами и славяно-аварскими землями пролегла по реке Энс.

Территория Карантании в 828 г.

С конца VI века на территории современной Австрии развернулась борьба между Баварским герцогством и Аварским каганатом. Войны шли с переменным успехом. Романизированное население было вытеснено из восточных областей и сохранилось лишь в районе Зальцбурга. В 623 г. славянское население каганата подняло восстание и образовало независимое государство Само. После его распада в 658 г. было создано славянское княжество Карантания, включившие территории Каринтии, Штирии и Крайны. В то же время началась активная христианизация населения современной Австрии, на баварской территории было основано епископство Зальцбургское. Постепенное укрепление Баварского герцогства привело к установлению сюзеренитета над Карантанией в 745 г. Но уже в 788 г. Бавария была разбита Карлом Великим и вошла в состав франкской империи Каролингов. Затем франки обрушились на аваров и к 805 г. Аварский каганат пал под ударами Карла Великого. Вся территория Австрии вошла в состав франкской империи.
На завоёванных территориях император Карл создал целую систему марок для охраны границ и подчинения славянского населения (Фриули, Истрия, Каринтия, Крайна, Штирия). На территории современных земель Нижней и Верхней Австрии была сформирована Восточная марка, подчинённая Баварии. В этот период началась активная немецкая колонизация территорий марок и вытеснение славянского населения.

## Славянские топонимы и славянское население в Австрии

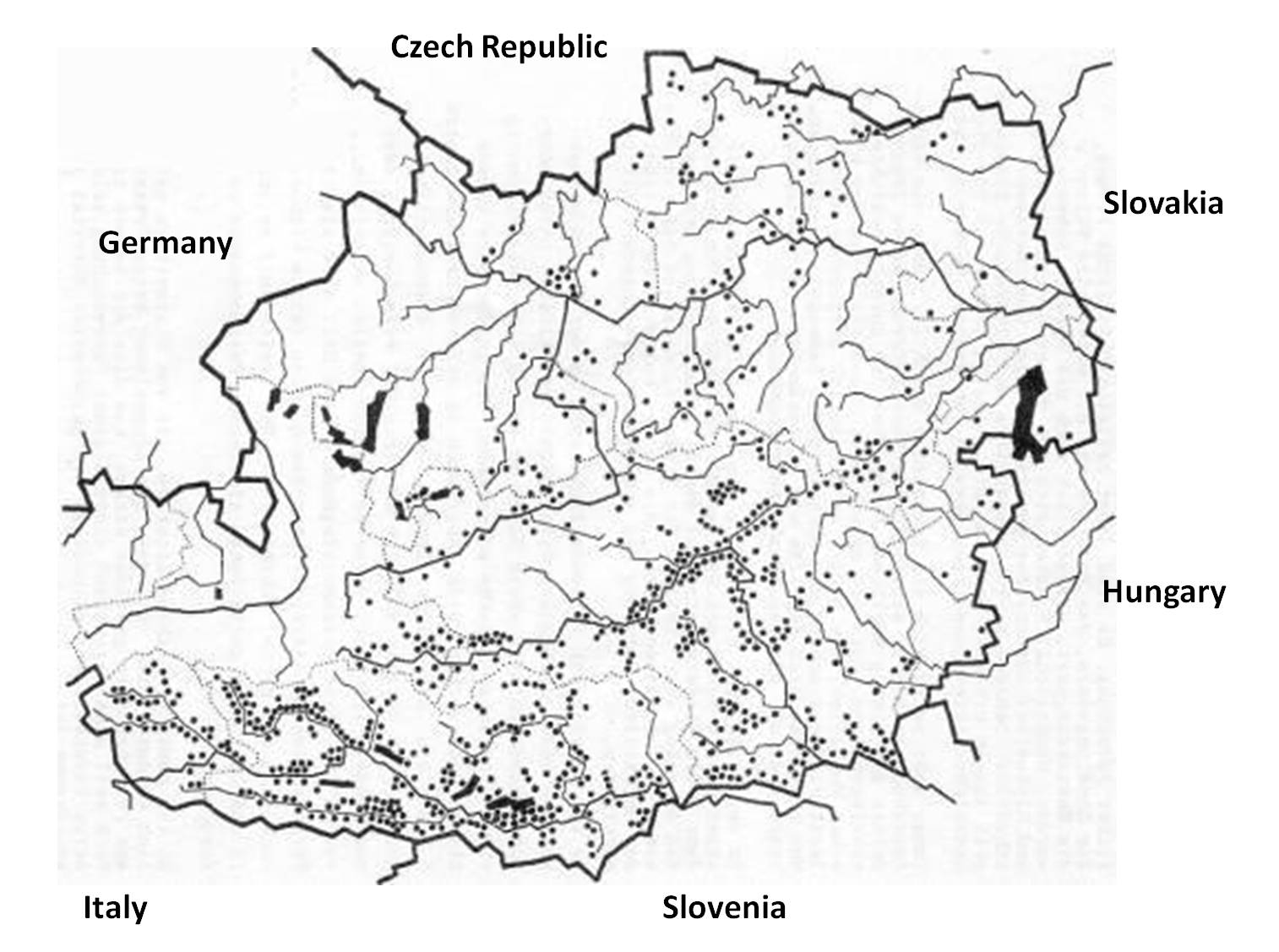
Карта славянских топонимов Австрии

Длительное присутствие славянского населения на территории Австрии оставило свой след в местной топонимии. На карте современной Австрии можно найти определённое количество топонимов, возможно, славянского происхождения. Проблему славянской топонимии на территории Австрии и других немецкоязычных государств исследовал, в частности, чешский лингвист и этнограф Алоис Шембера. Результаты его исследований опубликованы в его книге «Západni Slované v pravêku» (1860). По оценкам Шемберы, он выявил более 1000 славянских названий рек, гор, лесов, равнин и местечек.
Н. А. Попов отмечал в 1873 году: 
трудясь более пятнадцати лет тому назад над трактатом о славянах, живущих в Нижней Австрии, он изучил несколько тысяч специальных карт этой страны, находящихся в венском центральном кадастровом архиве, и нашёл в них множество славянских названий рек, гор, лесов, равнин и местечек (гораздо более 1000); … так как столь большое число древнейших названий оказывается заимствованным из славянского языка, то не может быть, чтобы славяне пришли в эту страну только в VI веке нашей эры, вместе с аварами, как вообще полагают; без сомнения они жили здесь с незапамятных времён.
 Современная наука считает, что какая-то часть топонимов может иметь более древнее германское или даже общеиндоевропейское происхождение. Таким образом, исследования Шембера не следует трактовать как косвенно указывающие на нахождение прародины славян в Австрии.

На сегодняшний день акценты в изучении топонимических и других этнографических данных несколько сместились. Так В. В. Седов указывает, что 
карантанская культура была культурой альпийских славян языческого периода. Прекращение её развития отражает завершение процесса христианизации и одновременно начала германизации славянского населения Приальпийского региона.
 В XI — начале XII в. Герцогство Карантания оказалось раздроблено, началась интенсивная колонизация Восточноальпийских земель немецкими крестьянами, что усилило ассимиляцию славян. Однако ещё в XV в. славянское население осознавало себя особым этносом, хотя составляло уже меньшую часть населения региона. Позднее славянский язык и самобытность были утрачены, но некоторое этнографическое своеобразие областей былого славянского расселения заметно до сих пор.

## Примеры славянской топонимии
Ряд славянских топонимов в Австрии связан с деревьями: береза — Фризах, сосна (бор) — Ферлах. Другие — с характером местности: Гёриах (от гора), Деллах (от слова долина), Фладниц (от слова болото, ср. Блатница), Файстриц (от слова быстрый, ср. Быстрица). Также славянскую этимологию имеет второй по величине австрийский город Грац (от градец).